# 奧帕拉火山
奧帕拉火山是俄羅斯的火山，位於堪察加半島南部，海拔高度2,475米，估計在更新世晚期至全新世初期形成，最近一次火山噴發在公元610年左右發生。

## 外部連結
- Global Volcanism Program （页面存档备份，存于）
- Institute of Volcanology and Seismology: Opala volcano （页面存档备份，存于）